# Navigazione basata sulle pulsar a raggi X
La navigazione basata sulle pulsar a raggi X (in inglese: X-ray pulsar-based navigation, XNAV) è una tecnica sperimentale di navigazione in cui i segnali a raggi X emessi da una pulsar a raggi X sono utilizzati per determinare l'esatta posizione nello spazio di un veicolo spaziale. Un veicolo che implementasse questo sistema di navigazione dovrebbe confrontare i segnali a raggi X ricevuti con quelli contenuti in un database contenente le frequenze e le posizioni di pulsar note. In questo modo, come accade con il sistema GPS, tale confronto permetterebbe al veicolo di triangolare la propria posizione con un'incertezza stimata di ±5 km. Il vantaggio di usare i segnali a raggi X piuttosto che la onde radio risiederebbe nel fatto che i rivelatori per raggi X possono essere, in confronto, più piccoli e leggeri.

## Principio di funzionamento
Una pulsar è una stella di neutroni che ruota molto velocemente su se stessa con un periodo di rotazione tipicamente nell'ordine dei secondi, e anche molto meno nel caso delle pulsar millisecondo, emettendo una forte radiazione elettromagnetica nella direzione del suo asse magnetico. Tale radiazione è osservata come impulsi emessi ad intervalli estremamente regolari e la sua sorgente può essere identificata grazie alle caratteristiche temporali del suo segnale e della sua frequenza di emissione. Avendo a bordo un rivelatore di raggi X, un veicolo spaziale potrebbe quindi utilizzare le pulsar che emettono raggi X come veri e propri fari, riuscendo a determinare la propria posizione mediante triangolazione una volta individuata la posizione di più pulsar. In questo modo, inoltre, tale veicolo potrebbe determinare autonomamente i cambiamenti da effettuare alla propria traiettoria per seguire la rotta desiderata.
Ad oggi, questa modalità di navigazione presenta tuttavia diverse difficoltà. Al di là del fatto che essa richiede la creazione di tabelle estremamente precise delle pulsar a raggi X di cui viene utilizzato il segnale, la difficoltà è soprattutto tecnica: l'accuratezza delle osservazioni realizzate dal veicolo è infatti ad oggi ottenibile solo con telescopi ancora troppo pesanti. Per questo motivo, la ricerca si concentra attualmente su nuove tecnologie atte alla realizzazione di specchi dalla massa più contenuta, come specchi di vetro con micropori o particolari wafer di silicio poroso.

## Utilizzo in veicoli spaziali
Il SEXTANT (Station Explorer for X-ray Timing and Navigation Technology) è un progetto finanziato dalla NASA e sviluppato presso il Goddard Space Flight Center che prevede il test della tecnica XNAV in orbita, a bordo della Stazione spaziale internazionale, dove è stato inviato il 3 giugno 2017, assieme al progetto NICER, con la missione di rifornimento commerciale SpaceX CRS-11. Se l'esperimento dovesse avere successo, la tecnica XNAV potrà essere utilizzata come sistema di navigazione secondario per le missioni dei veicoli Orion.
Il 9 novembre 2016, l'Accademia cinese delle scienze ha lanciato l'XPNAV 1, un satellite sperimentale che utilizza anche un sistema di navigazione basato sulle pulsar a raggi X.
Oltre a testare la tecnica XNAV, questo satellite, che ci si aspetta opererà per un periodo che va da cinque a dieci anni, caratterizzerà 26 pulsar in base alla frequenza e all'intensità del loro impulso al fine di creare un database che potrà poi essere utilizzato in future missioni operative. 
Nel 2003, l'Advanced Concepts Team dell'ESA, in collaborazione con Universitat Politecnica de Catalunya, aveva compiuto uno studio sulla fattibilità di un sistema di navigazione basato sulle pulsar a raggi X. In conseguenza a tale studio, l'ESA ha dimostrato parecchio interesse per la tecnologia XNAV, il che ha portato alla realizzazione di altri due, più dettagliati, studi al riguardo, svolti dalla spagnola GMV Aerospace and Defence e dal britannico National Physical Laboratory.

## Utilizzo in aeromobili
Nel 2014 il Laboratorio Nazionale Aerospaziale di Amsterdam ha condotto uno studio per valutare la fattibilità della sostituzione del sistema di navigazione GPS con un sistema basato sulle pulsar. Il vantaggio di tale sistema risiederebbe nel fatto di avere una maggior disponibilità di segnale rispetto a quella dell'attuale costellazione di satelliti, essendo le comunicazioni più resistenti al jamming, data l'ampia gamma di frequenze disponibili, ed essendo le fonti del segnale più sicure, data l'assenza del pericolo oggi dovuto alle armi antisatellite.